# STARSHIP -光を求めて-
「STARSHIP -光を求めて-」（スターシップ ひかりをもとめて）は、1984年5月21日にリリースされたALFEE18枚目のシングル。

## 概要
タイトル曲・カップリング曲共に、東宝アニメ映画『SF新世紀レンズマン』のテーマソング。タイトル曲は「平和のテーマ」、カップリング曲は「愛のテーマ」とされている。なお、アルフィーのシングルでは初めての劇場用アニメ映画の主題歌である。
リードヴォーカルが、桜井から終盤で高見沢に替わるのも特徴のひとつである。
両曲ともにアルバムに収録されており、カップリングがアルバムに収録されるのは「別れの律動」のカップリング「挽歌」以来。
レコーディングされる前の仮タイトルは、「Starshine」であった。

## 収録曲
1. STARSHIP -光を求めて-
  - 作詞：高見沢俊彦・高橋研 / 作曲：高見沢俊彦 / 編曲：ALFEE with 井上鑑
2. 愛の鼓動
  - 作詞・作曲：高見沢俊彦 / 編曲：ALFEE with 井上鑑

## 収録作品
- THE RENAISSANCE（#1,2）
- ALFEE GOLD（#1）
- BEST SELECTION（#1）
- ALFEE A面 コレクション (CD)（#1）
- ALFEE B面 コレクション (CD)（#2）
- 14 Best Hits ALFEE（#1,2）
- アルフィーA面コレクション スペシャル（#1）
- アルフィーB面コレクション スペシャル（#2）
- NON-STOP THE ALFEE（#1）
- THE ALFEE SINGLE HISTORY VOL.II 1983-1986（#1,2）
- THE ALFEE 單曲全集一（#1）
- THE ALFEE 30th ANNIVERSARY HIT SINGLE COLLECTION 37（#1、新録）